# 贝塔斯曼大厦
原贝塔斯曼大厦（英語：Bertelsmann Building），现名百老汇1540号，是一栋位于纽约市曼哈顿西45街上高733英尺（223米），共有44层的摩天大楼。该建筑自1992年起一直是贝塔斯曼北美区的总部，直到2004年该公司倒闭并变卖资产。该大楼在2013年末之前一直维持着贝塔斯曼大厦的名称和面向百老汇一侧的铭牌。

## 延伸阅读
- Jerry Adler (1994). High Rise: How 1,000 Men and Women Worked Around the Clock for Five Years and Lost $200 Million Building a Skyscraper, HarperCollins Publishers. ISBN 0-06-092456-X